# Ben Hecht
Ben Hecht (New York, 28 februari 1894 – aldaar, 18 april 1964) was een Amerikaans journalist, auteur, regisseur en scenarioschrijver van Russisch-Joodse komaf. Hij stond bekend als de „Shakespeare van Hollywood”.

## Levensloop
Hecht was een van de succesvolste scenarioschrijvers in Hollywood. Hij werkte samen met regisseurs als Alfred Hitchcock, Howard Hawks, Otto Preminger, John Ford en Ernst Lubitsch aan enkele van de bekendste werken uit de filmgeschiedenis. Hij schreef zowel mee aan drama’s, komedies als thrillers. Hecht won twee Oscars en werd ook zes keer genomineerd voor de prijs. Hij was een grondlegger van de „literaire renaissance” in Chicago en publiceerde romans en toneelstukken.

## Filmografie (selectie)

### Als regisseur
- 1934: Crime Without Passion
- 1935: The Scoundrel
- 1940: Angels Over Broadway
- 1946: Specter of the Rose
- 1952: Actor's and Sin

### Als scenarioschrijver
- 1927: Underworld
- 1931: Monkey Business
- 1932: Scarface
- 1933: Queen Christina
- 1933: Design for Living
- 1934: Viva Villa!
- 1934: Twentieth Century
- 1935: Barbary Coast
- 1937: The Hurricane
- 1937: Nothing Sacred
- 1938: Angels with Dirty Faces
- 1938: The Goldwyn Follies
- 1939: Gunga Din
- 1939: Stagecoach
- 1939: Wuthering Heights
- 1939: Lady of the Tropics
- 1939: At the Circus
- 1939: Gone with the Wind
- 1940: The Shop Around the Corner
- 1940: Foreign Correspondent
- 1940: Comrade X
- 1941: Lydia
- 1942: The Black Swan
- 1943: The Outlaw
- 1943: Journey into Fear
- 1944: Lifeboat
- 1945: Spellbound
- 1946: Gilda
- 1946: Notorious
- 1946: Duel in the Sun
- 1947: Ride the Pink Horse
- 1947: Kiss of Death
- 1947: The Paradine Case
- 1948: Rope
- 1949: Love Happy
- 1950: Edge of Doom
- 1950: Where the Sidewalk Ends
- 1951: The Thing from Another World
- 1951: Strangers on a Train
- 1952: Monkey Business
- 1952: Angel Face
- 1955: Guys and Dolls
- 1955: The Man with the Golden Arm
- 1957: A Farewell to Arms
- 1957: Legend of the Lost
- 1962: Mutiny on the Bounty
- 1963: Cleopatra
- 1964: Circus World
- 1967: Casino Royale